# كورنيليوس روزفلت
كورنيليوس روزفلت هو شخصية أعمال وسياسي أمريكي، ولد في 30 يناير 1794 في نيويورك في الولايات المتحدة، وتوفي في 17 يوليو 1871. وهو أحد أفراد عائلة روزفلت البارزة وجد أب الرئيس الأمريكي ثيودور روزفلت.

## بدايات حياته
ولد روزفلت في 30 يناير 1794 في مدينة نيويورك لأبوين جيمس جاكوبس روزفلت وماريا هيلين فان شاك. كان آخر روزفلت هولندي أصيل من سلالته. كان جده الأكبر جوهانس روزفلت، مؤسس فرع أويستر باي لعائلة روزفلت.
عمل الأخ الأصغر لكورنيليوس، جيمس جون روزفلت، كعضو كونغرس عن نيويورك من عام 1841 حتى عام 1843. التحق بكلية كولومبيا لكن الحياة الأكاديمية لم تناسبه ولم يتخرج. 

## المهنة
بعد تركه الجامعة في عام 1818، أصبح روزفلت شريكًا لوالده في استيراد الأجهزة. قال ذات مرة: «الاقتصاد هو عقيدتي في جميع الأوقات». وبإصراره، تغير تركيز العمل من الأجهزة إلى زجاج الألواح. بعد وفاة والده عام 1840، ورث ثروة كبيرة وكان أحد أغنى خمسة رجال في مدينة نيويورك. استمر في العمل في الشركة حتى تقاعده عام 1865.
اشترى العديد من الأراضي في مانهاتن للبناء في ذعر العام 1837.
في عام 1844، عندما انتهى الميثاق الأصلي لشركة نيويورك لصناعة الكيماويات، تمت تصفية الشركة وأعيد تأسيسها كبنك فقط، لتصبح كيميكال بنك أوف نيويورك في عام 1844. كان روزفلت من بين مدرائه الأوائل بموجب ميثاقه الجديد، إلى جانب جون دي وولف، وإسحاق بلات، وبراديش جونسون، ورئيس البنك جون كيو جونز. باعت الشركة جميع المخزونات المتبقية من القسم الكيميائي بالإضافة إلى الممتلكات العقارية بحلول عام 1851 وأصبحت فيما بعد بنك تشيس الحالي.

## الحياة الشخصية
تزوج روزفلت من مارجريت بارنهيل (1799–1861) في 9 أكتوبر 1821، أنجبوا ستة أبناء: منهم جيمس أ. روزفلت، وروبرت روزفلت، وثيودور روزفلت سينيور. عندما تزوج أبنائه، منحهم منازل في نيويورك.
في 17 يوليو 1871، توفي روزفلت في منزله في أويستر باي في نيويورك. كرمته صحيفة نيويورك تايمز باعتباره «تاجرًا من المدرسة القديمة». وقدرت قيمة ممتلكاته بين 3 ملايين و 7 ملايين دولار.

### الأحفاد
من بين أحفاده جون إليس روزفلت (1853-1939)، رئيس شركة إلكهورن فالي للفحم؛ وإملن روزفلت (1857-1930)، مصرفي ورئيس شركة روزفلت وابنه؛ ثيودور روزفلت (1858-1919)، رئيس الولايات المتحدة بين عامي 1901 و 1909؛  وجرانفيل رولان فورتسكو (1875-1952)، كاتب وجندي. كانت السيدة الأولى إليانور روزفلت إحدى بنات أحفاده.